# Lene Henningsen
Lene Henningsen (født 1967 i Glostrup) er en dansk digter, oversætter, dramatiker og forfatter, uddannet fra Forfatterskolen i 1993.
Hun er grundlægger af Poesiens Hus, der åbnede på Gothersgade i København i 2010.

## Udgivelser
- Jeg siger dig. Digte, Borgen, 1991
- Sabbat. Digte, Borgen, 1992
- Solsmykket. En trilogi. Digte, Borgen, 1993
- En drøm mærket dag. Telegrammer om digt/liv, Borgen, 1994
- De blå vidner. Digte, Borgen, 1995
- Stemmer med uvejret. Digte, Borgen, 1998
- Kejsertjeneren; Ingen søvn i Dubrovnik. To læsedramaer, Borgen, 2000
- Kalender 2000. Digte, Borgen, 2001
- Siden som stjerne. Digte, Lindhardt og Ringhof, 2003
- Bølgen tegner præcist. Optegnelser, Lindhardt og Ringhof, 2004
- Fonogrammer. Fra blæstens datter. Digte; Havfruefonografen. 58 stemmer (Europa), Borgen, 2006
- Mærket umærkeligt. Essay om digt, myte, stjerne og vin, Borgen, 2008.
- Vandringen. Børnebog, Rosette Forlag, 2009
- Karnevals alter. Digte, Poesiens Hus Rosette, 2011
- Vi lever et digt. Filmiske fragmenter, Spring, 2014
- Stilhedsbilleder til et oprør. Digte, Spring, 2016